# Neelie Kroes
Neelie Kroes, eerder bekend onder haar huwelijksnaam Neelie Smit-Kroes, (Rotterdam, 19 juli 1941) is een Nederlands voormalig politica en bestuurder. Ze was van 2004 tot 2014 lid van de Europese Commissie. Eerder was ze in Nederland voor de Volkspartij voor Vrijheid en Democratie (VVD) minister, staatssecretaris en Tweede Kamerlid.

## Levensloop
Kroes is een dochter van Machtildus Kroes, oprichter van de Rotterdamse transportonderneming Zwatra. Na de hbs-a in Rotterdam, studeerde ze van 1958 tot 1965 economie aan de Nederlandse Economische Hogeschool. Aan de NEH behaalde ze een doctoraalexamen.

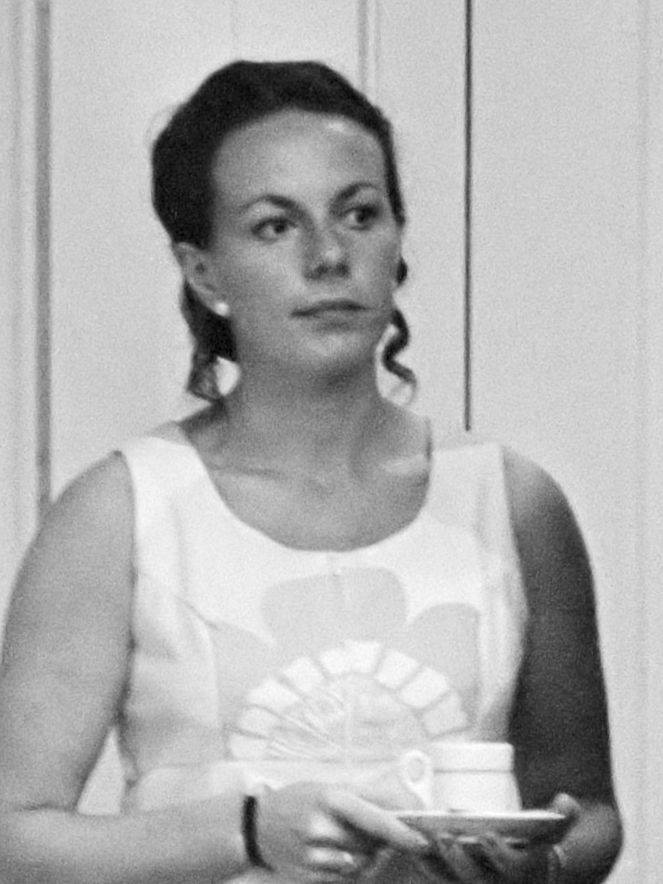
Neelie Smit-Kroes (1971)

Na haar studie economie werkte Kroes aan de Economische Hogeschool. Daarna werd ze het eerste vrouwelijke bestuurslid van de Kamer van Koophandel en zat zij in de gemeenteraad van Rotterdam. In 1971 werd ze voor de VVD gekozen in de Tweede Kamer. Ze werd daar al snel bekend wegens haar oppositie tegen de Middenschool-plannen van minister Jos van Kemenade.
Kroes werd staatssecretaris van verkeerszaken in het kabinet-Van Agt I. In haar portefeuille zaten onder andere de PTT en de binnenvaart. Zij was als minister betrokken bij de Granaria-affaire. Kroes was van 1982 tot 1989 minister van Verkeer en Waterstaat in het kabinet-Lubbers I en kabinet-Lubbers II. In die functie beijverde ze zich om de maximum rijsnelheid op rijkswegen te verhogen van 100 km/h tot 120 km/h. Het openbaar vervoer werd in die periode getroffen door zware bezuinigingen. Kroes was ook verantwoordelijk voor de start van de Betuweroute. In haar optiek was deze lijn onmisbaar voor de uitbreiding van de vervoerscapaciteit van de Rotterdamse haven naar West-Duitsland.
Ze zette tevens de spreiding van de PTT door, waartoe door het kabinet-Den Uyl was besloten; de hoofddirectie werd verhuisd van Den Haag naar Groningen. Maar tegelijk trof ze voorbereidingen voor de verzelfstandiging van de PTT; de Wet Verzelfstandiging PTT werd op 26 oktober 1988 aangenomen.
Na het aftreden van Wim van Eekelen kreeg Kroes in september 1988 het ministerschap van Defensie aangeboden, maar wees dit af.
Na haar ministerschap was Kroes vanaf 1 juni 1991 tot 2000 president van de Nederlandse Universiteit Nyenrode.

### Eurocommissaris

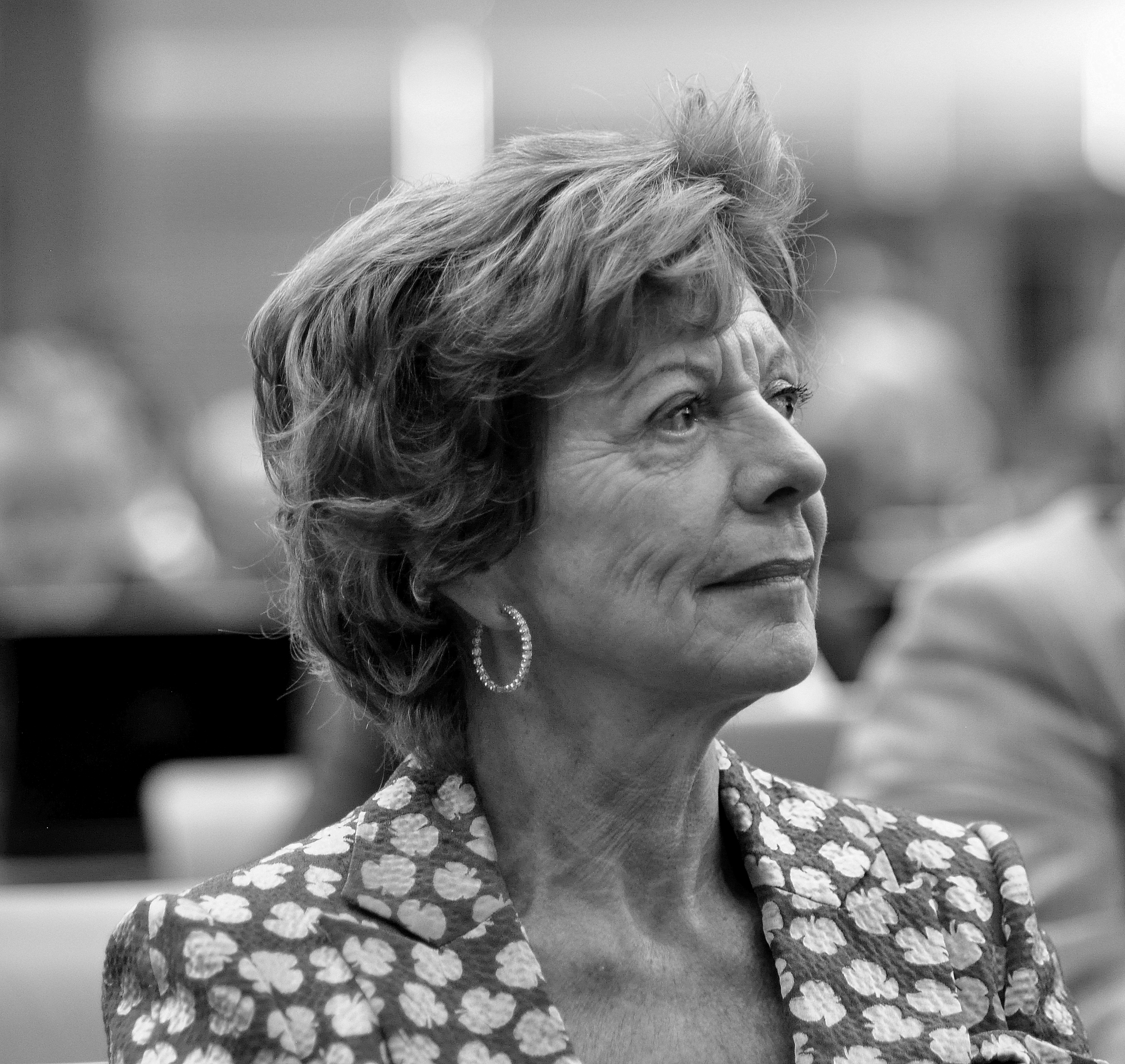
2010

Op 22 november 2004 werd Kroes EU-commissaris, met als portefeuille mededinging. Zij was de eerste vrouwelijke EU-commissaris voor Nederland.
Kroes' commissariaat was vanaf het begin omstreden, vanwege haar belangenverstrengeling in de fregattenaffaire, haar rol in de TCR-affaire (subsidie voor bedrijf van bevriende ondernemer) en haar ondoorzichtige zakelijke banden met Jan-Dirk Paarlberg, die ook in 2004 al verdacht werd van betrokkenheid bij de moord op Willem Endstra. Omdat Kroes als commissaris eerder bij een aantal bedrijven betrokken was, werd op voorhand besloten dat zij een aantal dossiers niet zou behandelen. Wel keurde zij de overname van Doubleclick door Google goed, in weerwil van bezwaren.

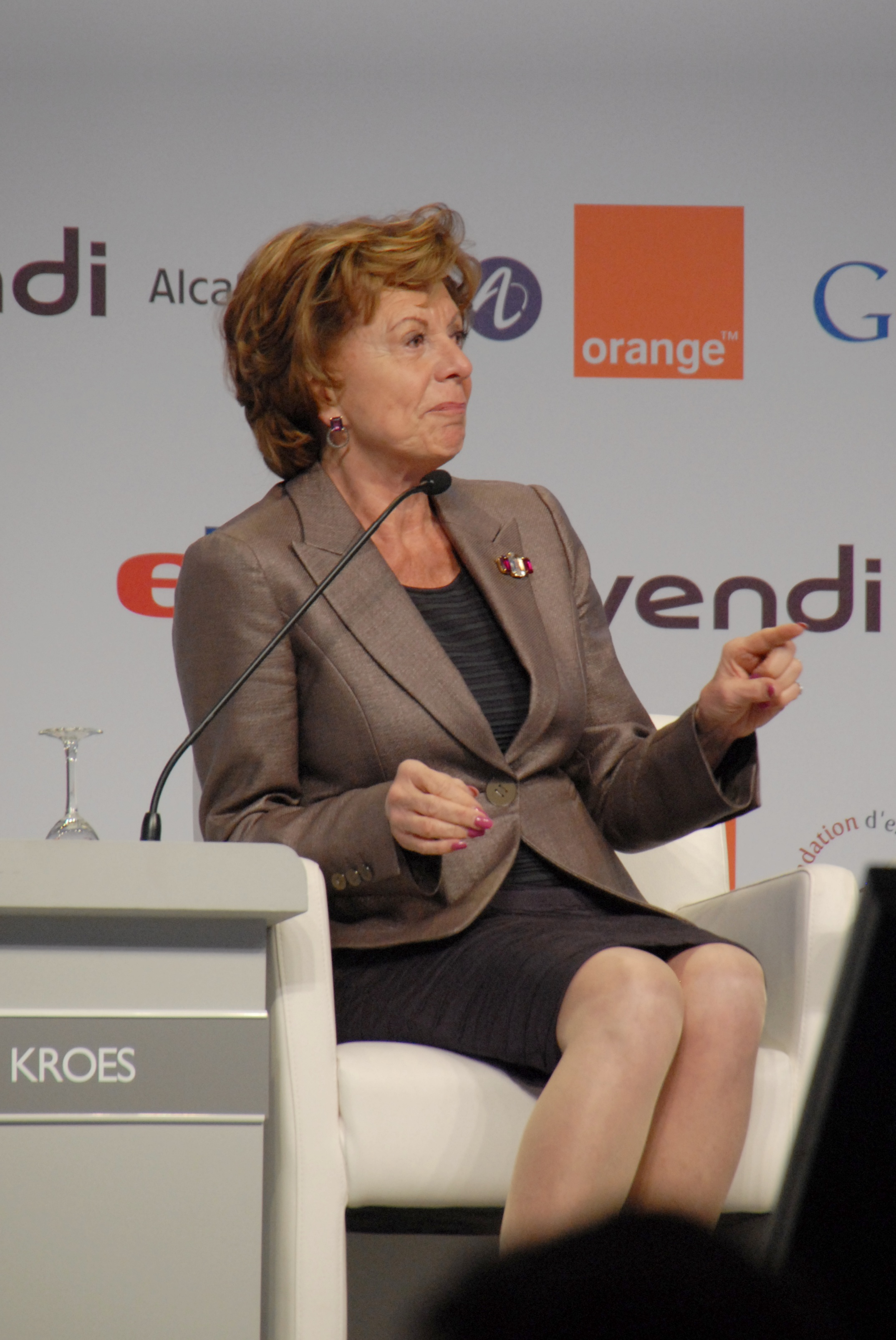
Eurocommissaris voor de digitale agenda tijdens het E-G8 Forum, mei 2011

Bij haar aantreden werd Kroes door de Nederlandse Europarlementariër Paul van Buitenen beschuldigd van verwijtbaar handelen. Volgens hem had zij het Nederlandse parlement voorgelogen in de TCR-affaire, was ze op de hoogte van -, of betrokken bij diverse dubieuze zakelijke deals, en had ze een geheime bankrekening in Zwitserland. Kroes daagde hem uit met bewijzen te komen. Van Buitenen kwam na eigen onderzoek tot de conclusie dat zijn beschuldigingen onterecht waren.
Kroes maakte veelvuldig gebruik van de mogelijkheid om geldboetes op te leggen en hele sectoren door te lichten. Haar voorganger Mario Monti had tijdens zijn termijn voor 3,2 miljard euro aan boetes opgelegd; Kroes legde negen miljard op. Microsoft kreeg een recordboete van 497 miljoen euro, vanwege de koppelverkoop van Windows Media Player met Windows. Vier producenten van autoruiten kregen gezamenlijk een boete van 1,4 miljard euro vanwege prijsafspraken en het verdelen van de markt.
In 2005 deed Kroes een voorstel om het onderling vaststellen van prijzen van vliegtickets via de IATA af te schaffen. Verder dwong Kroes verschillende bedrijven, waaronder de Nederlandse bank ING om af te slanken, nadat zij tijdens de kredietcrisis staatssteun ontvingen. Ook dwong zij ABN AMRO bepaalde delen van de bank te verkopen, omdat het anders een te groot monopolie zou krijgen. Hierover lag zij in de clinch met het Nederlandse ministerie van Financiën.

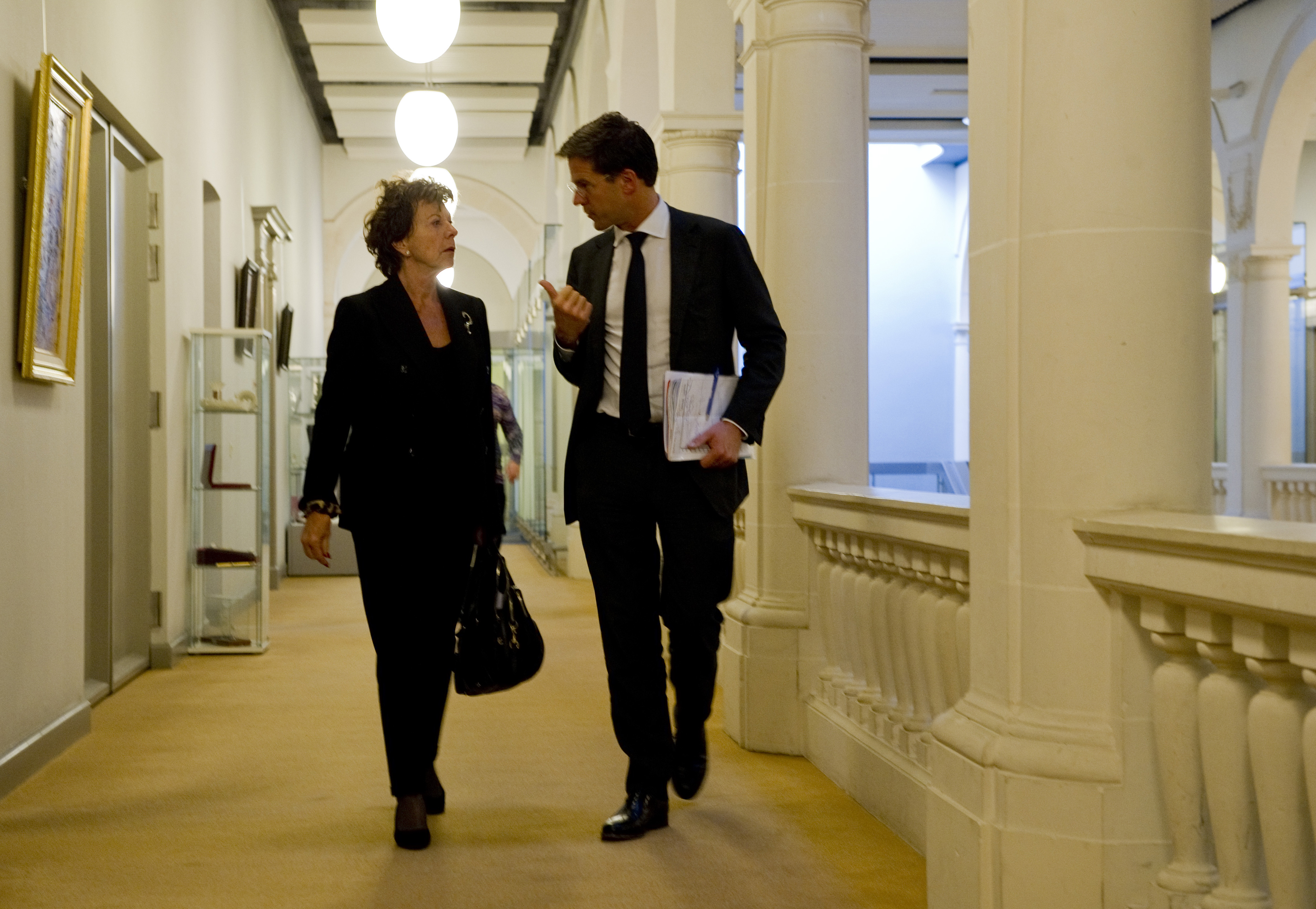
Met premier Mark Rutte bij de ministerraad

Er was lange tijd onzekerheid of Kroes door Nederland voor een tweede termijn zou worden voorgedragen als Eurocommissaris. Hierbij speelden onder andere partijpolitieke belangen een rol - de VVD had al twee termijnen de Europese Commissaris namens Nederland geleverd en de VVD zat op dat moment niet in de Nederlandse regering - en de mogelijke ambities van Jan Peter Balkenende voor de functie van Voorzitter van de Europese Raad. Op 24 november 2009 werd Kroes toch voorgedragen. In de nieuwe commissie werd ze belast met het beleid voor ICT en Telecommunicatie en was ze bovendien een van de vicevoorzitters.
Ze was in haar functie aanwezig op de Bilderbergconferentie in 2005, 2006, 2007, 2008, 2009, 2010 en 2011.
In 2010 werd ze enkele malen genoemd als nieuwe minister-president van Nederland. Ze zou dan de eerste vrouwelijke premier van Nederland zijn geworden. Fractievoorzitter in de Tweede Kamer Mark Rutte gaf aan dat hij bij een minderheidskabinet in de Kamer zou blijven en Kroes, of partijvoorzitter Ivo Opstelten, naar voren zou schuiven als premier. Hier week hij later van af toen hij aangaf zelf premier te willen worden van het minderheidskabinet van VVD en CDA met gedoogsteun van de PVV.
Op 4 mei 2012 maakte Kroes bekend dat ze zich niet voor een derde termijn als Eurocommissaris voor Nederland beschikbaar zou stellen. Als Nederlands Eurocommissaris werd zij opgevolgd door Frans Timmermans. Haar portefeuille werd overgenomen door Günther Oettinger en Andrus Ansip.
In 2019 werd Kroes door de Vlaamse liberale partij Open Vld gevraagd voor haar Europese lijst voor de verkiezingen. Kroes kreeg er de lijstduwersplaats bij de opvolgers.

### Functies in het bedrijfsleven
Op 8 maart 2015 werd bekend dat Kroes, na toestemming van de Europese Commissie, als adviseur van de Amerikaanse BofA Securities (voorheen Bank of America Merrill Lynch) ging werken. In 2016 stopte Kroes na 1,5 jaar als speciale gezant bij StartUp Delta. Op 1 mei dat jaar trad ze toe tot de Board of Directors van Salesforce, een leverancier van zakelijke software.
In 2016 werd Kroes voorzitter van de beleidsadviesraad van het internationale taxibedrijf Uber. In oktober 2018 vertrok ze.